# Blerim Rrustemi
Blerim Rrustemi (Vučitrn, 4 febbraio 1983) è un ex calciatore albanese, di ruolo difensore o centrocampista.

## Biografia
Nato a Vučitrn, nell'allora provincia autonoma jugoslava del Kosovo.

## Carriera

### Nazionale
Ha debuttato con la maglia della nazionale albanese nel 2007 e con la quale ha collezionato in totale 3 presenze.

## Statistiche

### Presenze e reti nei club
Statistiche aggiornate al 27 aprile 2019.
| Stagione                      | Squadra                       | Campionato                    | Campionato | Campionato | Coppe nazionali | Coppe nazionali | Coppe nazionali | Coppe continentali | Coppe continentali | Coppe continentali | Altre coppe | Altre coppe | Altre coppe | Totale | Totale |
| Stagione                      | Squadra                       | Comp                          | Pres       | Reti       | Comp            | Pres            | Reti            | Comp               | Pres               | Reti               | Comp        | Pres        | Reti        | Pres   | Reti   |
| ----------------------------- | ----------------------------- | ----------------------------- | ---------- | ---------- | --------------- | --------------- | --------------- | ------------------ | ------------------ | ------------------ | ----------- | ----------- | ----------- | ------ | ------ |
| 2002                          | Defensor Sporting             | PD                            | 0          | 0          | -               | -               | -               | -                  | -                  | -                  | -           | -           | -           | 0      | 0      |
| 2003                          | Defensor Sporting             | PD                            | 1          | 0          | -               | -               | -               | -                  | -                  | -                  | -           | -           | -           | 1      | 0      |
| Totale Defensor Sporting      | Totale Defensor Sporting      | Totale Defensor Sporting      | 1          | 0          |                 | -               | -               |                    | -                  | -                  |             | -           | -           | 1      | 0      |
| 2003-2004                     | Borussia M'gladbach II        | 4L                            | 4          | 0          | -               | -               | -               | -                  | -                  | -                  | -           | -           | -           | 4      | 0      |
| 2004-2005                     | Borussia M'gladbach II        | 4L                            | 7          | 0          | -               | -               | -               | -                  | -                  | -                  | -           | -           | -           | 7      | 0      |
| 2005-2006                     | Borussia M'gladbach II        | 4L                            | 24         | 2          | -               | -               | -               | -                  | -                  | -                  | -           | -           | -           | 24     | 2      |
| 2006-2007                     | Borussia M'gladbach II        | 3L                            | 28         | 0          | -               | -               | -               | -                  | -                  | -                  | -           | -           | -           | 28     | 0      |
| Totale Borussia M'gladbach II | Totale Borussia M'gladbach II | Totale Borussia M'gladbach II | 63         | 2          |                 | -               | -               |                    | -                  | -                  |             | -           | -           | 63     | 2      |
| 2007-gen. 2008                | Horsens                       | SL                            | 2          | 0          | CD              | 0               | 0               | -                  | -                  | -                  | -           | -           | -           | 2      | 0      |
| gen.-giu. 2008                | Rot-Weiß Erfurt               | 3L                            | 7          | 1          | CG              | 0               | 0               | -                  | -                  | -                  | -           | -           | -           | 7      | 1      |
| 2008-2009                     | Alkī Larnaca                  | AK                            | 12         | 2          | CC              | 0               | 0               | -                  | -                  | -                  | -           | -           | -           | 12     | 2      |
| 2009-2010                     | Vllaznia                      | KS                            | 10         | 0          | CA              | 1               | 0               | UCL                | 0                  | 0                  | SA          | 0           | 0           | 11     | 0      |
| 2010-2011                     | Wegberg-Beeck                 | 5L                            | 27         | 4          | CG              | 0               | 0               | -                  | -                  | -                  | -           | -           | -           | 27     | 4      |
| 2011-2012                     | Goslarer                      | 5L                            | 26         | 2          | CG              | 0               | 0               | -                  | -                  | -                  | -           | -           | -           | 26     | 2      |
| 2012-2013                     | Goslarer                      | 4L                            | 30         | 2          | CG              | 0               | 0               | -                  | -                  | -                  | -           | -           | -           | 30     | 2      |
| Totale Goslarer               | Totale Goslarer               | Totale Goslarer               | 56         | 4          |                 | 0               | 0               |                    | -                  | -                  |             | -           | -           | 56     | 4      |
| 2013-gen. 2014                | Velbert                       | 4L                            | 13         | 2          | CG              | 0               | 0               | -                  | -                  | -                  | -           | -           | -           | 13     | 2      |
| gen.-giu. 2014                | Ratingen 04/19                | 5L                            | 18         | 2          | CG              | 0               | 0               | -                  | -                  | -                  | -           | -           | -           | 18     | 2      |
| 2014-2015                     | Rheydter SV                   | 7L                            | 22         | 9          | CG              | 0               | 0               | -                  | -                  | -                  | -           | -           | -           | 22     | 9      |
| 2015-2016                     | Union Nettetal                | 6L                            | 24         | 5          | CG              | 0               | 0               | -                  | -                  | -                  | -           | -           | -           | 24     | 5      |
| 2016-2017                     | Union Nettetal                | 6L                            | 30         | 2          | CG              | 0               | 0               | -                  | -                  | -                  | -           | -           | -           | 30     | 2      |
| 2017-2018                     | Union Nettetal                | 6L                            | 31+1       | 3+0        | CG              | 0               | 0               | -                  | -                  | -                  | -           | -           | -           | 32     | 3      |
| 2018-2019                     | Union Nettetal                | 5L                            | 21         | 1          | CG              | 0               | 0               | -                  | -                  | -                  | -           | -           | -           | 21     | 1      |
| Totale Union Nettetal         | Totale Union Nettetal         | Totale Union Nettetal         | 106+1      | 11         |                 | 0               | 0               |                    | -                  | -                  |             | -           | -           | 107    | 11     |
| 2019-2020                     | 1. FC Viersen                 | 7L                            | 16         | 0          | CG              | 0               | 0               | -                  | -                  | -                  | -           | -           | -           | 16     | 0      |
| 2020-2021                     | 1. FC Viersen                 | 6L                            | 2          | 0          | CG              | 0               | 0               | -                  | -                  | -                  | -           | -           | -           | 2      | 0      |
| 2021-2022                     | 1. FC Viersen                 | 6L                            | 12         | 1          | CG              | 0               | 0               | -                  | -                  | -                  | -           | -           | -           | 12     | 1      |
| Totale 1. FC Viersen          | Totale 1. FC Viersen          | Totale 1. FC Viersen          | 30         | 1          |                 | 0               | 0               |                    | -                  | -                  |             | -           | -           | 30     | 1      |
| Totale carriera               | Totale carriera               | Totale carriera               | 367+1      | 38+0       |                 | 1               | 0               |                    | 0                  | 0                  |             | 0           | 0           | 369    | 38     |

### Cronologia presenze e reti in nazionale
| Cronologia completa delle presenze e delle reti in nazionale ― Albania | Cronologia completa delle presenze e delle reti in nazionale ― Albania | Cronologia completa delle presenze e delle reti in nazionale ― Albania | Cronologia completa delle presenze e delle reti in nazionale ― Albania | Cronologia completa delle presenze e delle reti in nazionale ― Albania | Cronologia completa delle presenze e delle reti in nazionale ― Albania | Cronologia completa delle presenze e delle reti in nazionale ― Albania | Cronologia completa delle presenze e delle reti in nazionale ― Albania |
| Data                                                                   | Città                                                                  | In casa                                                                | Risultato                                                              | Ospiti                                                                 | Competizione                                                           | Reti                                                                   | Note                                                                   |
| ---------------------------------------------------------------------- | ---------------------------------------------------------------------- | ---------------------------------------------------------------------- | ---------------------------------------------------------------------- | ---------------------------------------------------------------------- | ---------------------------------------------------------------------- | ---------------------------------------------------------------------- | ---------------------------------------------------------------------- |
| 22-8-2007                                                              | Tirana                                                                 | Albania                                                                | 3 – 0                                                                  | Malta                                                                  | Amichevole                                                             | -                                                                      | 46’                                                                    |
| 13-10-2007                                                             | Lubiana                                                                | Slovenia                                                               | 0 – 0                                                                  | Albania                                                                | Qual. Euro 2008                                                        | -                                                                      |                                                                        |
| 17-11-2007                                                             | Scutari                                                                | Albania                                                                | 2 – 4                                                                  | Bielorussia                                                            | Qual. Euro 2008                                                        | -                                                                      | 38’                                                                    |
| Totale                                                                 |                                                                        | Presenze                                                               | 3                                                                      |                                                                        | Reti                                                                   | 0                                                                      |                                                                        |